# Knockout Kings 2003
Knockout Kings 2003 est un jeu vidéo de boxe sorti en 2002 sur GameCube. Le jeu a été développé par GameFlow Entertainment et EA Redwood Shores et a été édité par Electronic Arts.
Il fait partie de la série Knockout Kings.

## Personnages jouables
- Mohamed Ali
- Oscar De La Hoya
- Joe Frazier
- Sugar Ray Robinson
- Roberto Durán
- Evander Holyfield
- Sonny Liston
- Rocky Marciano
- Rubin Carter
- Bernard Hopkins
- Zab Judah
- Sugar Ray Leonard
- Barry McGuigan
- Félix Trinidad
- Lennox Lewis
- Floyd Mayweather Jr.
- Fernando Vargas
- Eric "Butterbean" Esch